# 天军 (圣经)

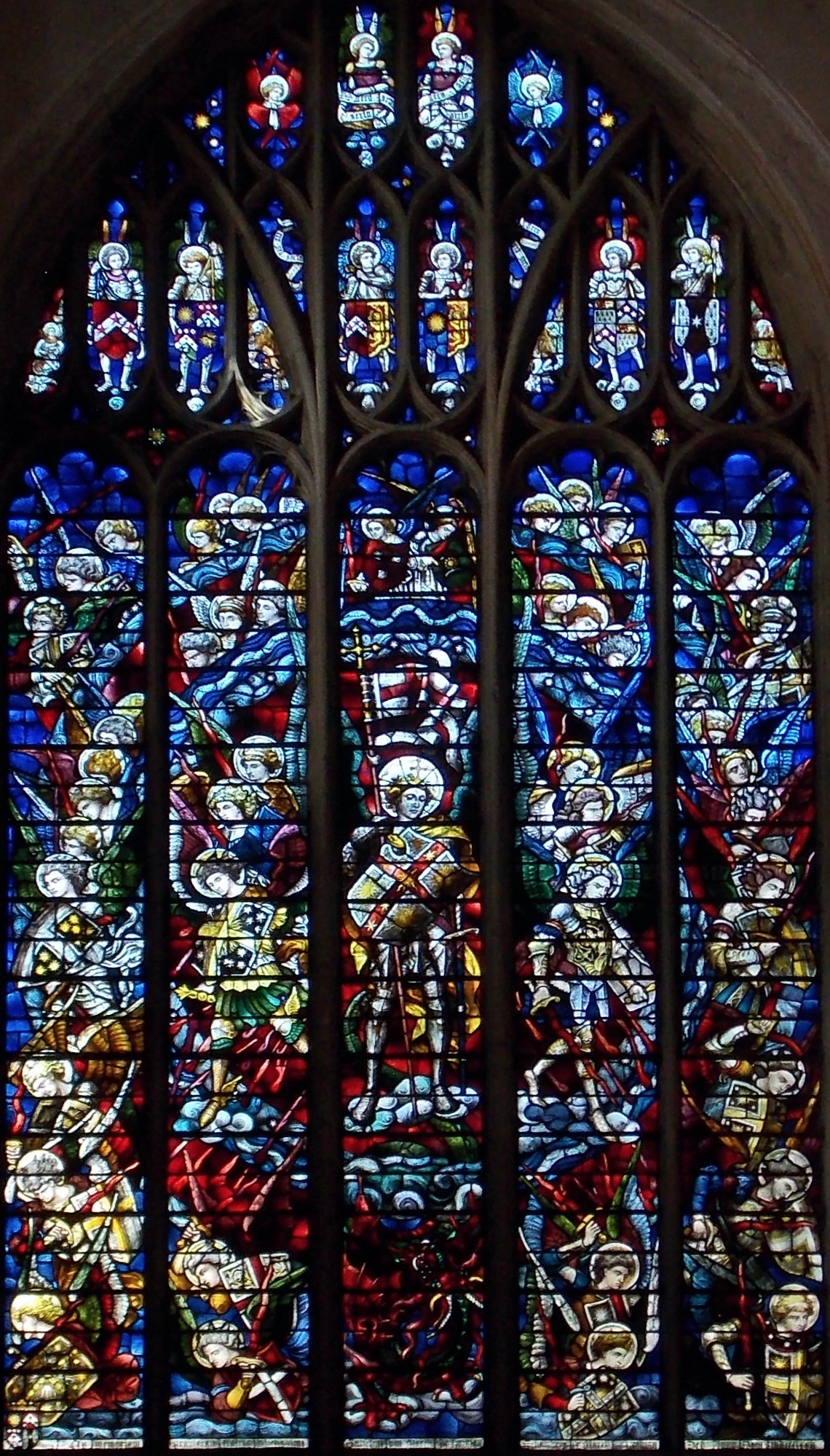
天使軍團準備進入戰鬥。花窗玻璃，牛津基督堂座堂。

天军（英語： 或 ），是一个由天使组成的军队，由天使长米迦勒领导，在圣经中出现了多次。在天使战争中，驱逐了路西法和他的追随者；并将在末世时将与撒但与他的军队决一死战并会胜出。

## 约书亚记
约书亚靠近耶利哥的时候举目观看、不料、有一个人手里有拔出来的刀、对面站立．约书亚到他那里、问他说、你是帮助我们呢、是帮助我们敌人呢。他回答说、不是的、我来是要作耶和华军队的元帅。约书亚就俯伏在地下拜、说、我主有什么话吩咐仆人。耶和华军队的元帅对约书亚说、把你脚上的鞋脱下来、因为你所站的地方是圣地。约书亚就照着行了。
 — 约书亚记 5:13～15